# Droga międzynarodowa M03 (Ukraina)
Droga międzynarodowa M03 (ukr. Автошлях М 03) − droga magistralna na Ukrainie, łącząca Kijów  z Boryspolem i granicą rosyjską. W większości stanowi drogę dwujezdniową.

## Trasy międzynarodowe
Na odcinku Kijów – Debalcewe (koło Gorłówki) magistrala ma wspólny przebieg z trasą europejską E40, zaś po śladzie dalszego odcinka do granicy z Rosją wyznaczono przebieg trasy E50.

## Historia
W czasach Związku Radzieckiego arteria w całości była częścią trasy M19 biegnącej z Kijowa przez Połtawę, Charków i Słowiańsk do Szacht.